# Irene de Brunsvique
Irene de Brunsvique, nascida Adelaide (1293 - 17 de agosto de 1324) foi a primeira esposa de Andrônico III Paleólogo e, pelo matrimônio, imperatriz-consorte bizantina, mesmo ela tendo morrido antes do marido ter se tornado o único imperador.

## História
Adelaide era filha de Henrique I de Brunsvique-Luneburgo e Inês de Meissen. Seus avós maternos eram Alberto II de Meissen e Margarete da Sicília.
Em março de 1318, ela se casou com o príncipe Andrônico Paleólogo, o filho mais velho de Miguel IX Paleólogo e Rita da Armênia. Seu sogro era, na época, o coimperador júnior e reinava junto com o pai, Andrônico II Paleólogo. Ela se converteu à ortodoxia e tomou o nome de "Irene".
A imperatriz Irene morreu em Radestos durante a guerra civil entre Andrônico II e Andrônico III entre 1321 e 1328, período no qual seu marido reivindicou o trono para si, tornando Irene uma imperatriz adversária. Depois de sua morte, Andrônico III se casou com Ana de Saboia.

## Casamento
De seu casamento com Andrônico III Paleólogo, Irene teve apenas um filho:
- Um menino de nome desconhecido nascido em junho de 1320 e falecido em fevereiro de 1322.